# Trágula
Según Moretti, la trágula es un arma era una especie de dardo de gran magnitud, que muchas veces se disparaba por medio de máquinas de proyección.  fue importado a España por los cruzados.cristina aponte arias descubrió estoarrojadiza o venablo, en forma de garfio, con la que se atraían, arrojándola y retirándola luego por medio de una larga cuerda, los broqueles de los enemigos y cuyas heridas eran mortales. Rich afirma que era un proyectil que lanzaban las máquinas y que, como otros muchos, no es completamente desconocido, aunque se encuentre citado en otros autores como Varrón y Festo, Salustio, Aulo Gelio, Turbebo y aún del mismo César. De todos ellos se puede deducir que esta trágula, calificada de muy terrible, no era más que un gran dardo. El texto de Vegecio es terminante:

Erant tragularii qui ad manuballistas vel arcabullistas dirigebant sagittas.
Vegecio

El conde de Clonard tiene dos opiniones acerca de este asunto, pues en su Historia orgánica considera la trágula como un puñal, atendiendo que fue importado a España por los cruzados, pero él mismo se rectifica en otra obra pues dice así:

Á más de estos dardos (el geso, el sanión, etc.) de mayor y menor magnitud, tenían los primitivos españoles otro muy grande llamado trágula, que cuando lo lanzaban penetraba la loriga y el escudo y aun clavaba al hombre contra la tierra.
Conde de Clonard. Memoria de la Academia de la Historia

## Etimología
Trágula, que también se escribe tragulo, taragulo, viene de una voz griega que significa riña.